# 假日
假日，是指大多數人都不用上班及上課的日子，亦紀念特別事件的日子。連續數天的假日稱為假期。

## 現代休假
現代假日的習俗源於以基督教信仰为主的歐洲國家，原本是特別的宗教日子，例如主日（Holy Day，通常是星期日，也叫禮拜日）、復活節及聖誕節等。
現時假期已經不局限於宗教，並且視乎不同國家的文化而有不同特色的假日。

## 中國古代休假
在中國傳統文化中也有假日，漢朝到隋朝是每五日休一日，稱為休沐；急假者一月五急，一年之中以六十日為限，千里內者疾病中延二十日。到了東晉時期，家居外地的官吏探親時，政府需給路程假。
唐朝到元朝，每十天休息一天，稱為旬假、旬休；唐代的規定，包括：父母住在三千里外，每隔三年有三十日的定省假（不包括旅程）。父母在五百里外，每隔五年有十五日的定省假；兒女行婚禮時，有九天假期，不包括旅程。其他近親行婚禮，則假期分別為五天、三天、一天；父母親去世，官員強迫解官三年，如果是軍職，則為一百天；五月有十五天的田假，九月有十五天的授衣假。
“旬休”制度在宋、元兩代相以沿襲。宋朝時期，除這些常規假日外，法定的節假日更加豐富。據宋史筆記《文昌雜錄》記載，元日（春節）、寒食、冬至各放假七日；天慶節（正月初三）、上元節、天聖節（皇帝母親生日那天）、夏至、立春、人日、中和節、清明、七夕、末伏等也都放假。這樣，一年的法定假日達到了七十四天，加上三十六天旬休日，共一百一十天。父母住三千里外者，每隔三年有三十日定省假（不含旅程）；在五百里外，則每隔五年有十五日的定省假。兒子行冠禮時有二天假期；兒女行婚禮時有九天假期。父母親去世，可解官戴孝三年（軍職為一百天）；親戚去世，根據關係遠近設不等的假期。
元朝縮減假日，規定全年只有十六天節慶假日，和之前的各個朝代相比，元代在節假日制度上顯得迥然不同。
明朝到清朝，每年休一個月，稱為年假（但官員休假規定完全廢止），此習俗即為延續到現代的舊曆年節。此外三節：新年、端午、中秋百姓都放假。具體的是月假三天，加上元旦、元宵、中元（農曆七月十五）、冬至等節日可放假十八天，每年休假只有五十多天。清朝前期的休假制度基本上沿襲明朝，全年只保留三個假期及皇帝的生辰。
不過政府的這一措施遭到了大多數官員的反對。帝王將相，考慮到自己在臣民面前的聲望，也只好接受“民意”，做了修改，在三個假日的基礎上增添了寒假，並將春節和寒假的假期均延長至一個月。但是政府的這個規定是有條件的——長假期間官員仍要不時地到其官署處理必辦的公務，涉及司法的事務不能停止。
清朝后期，休息制度開始發生了變化。鴉片戰爭以后，西方人大量進人中國，受到七日休假—天逐漸影響。到了1910年，清政府在基本上已實行了星期天為公休日的制度。